# Сеймов, Валентин Михайлович
Валенти́н Миха́йлович Се́ймов (укр. Валентин Михайлович Сеймов; 1928—2008) — советский и украинский учёный, доктор технических наук (1977), профессор (1988).
Автор более 120 научных работ, подготовленных лично и в соавторстве, в том числе 5 монографий.

## Биография
Родился 14 июня 1928 года в хуторе Рябовский Нижне-Волжского края, ныне хутор Волгоградской области.

### Образование
Среднее образование получил в школе № 1 станицы Аксайской (ныне город Аксай) Ростовской области. В 1947—1952 годах обучался в Ленинградском институте инженеров водного транспорта (ЛИИВТ, ныне Санкт-Петербургский государственный университет водных коммуникаций), окончив его по специальности «инженер-гидротехник».
В 1956—1958 годах учился в аспирантуре Института гидрологии и гидротехники Академии наук УССР по специальности «гидротехника». В 1959 году защитил кандидатскую диссертацию на тему «Исследование напряжений в плитах гидротехнических сооружений при учёте сил трения по контакту с основанием» и в 1960 году получил степень кандидата технических наук. В 1974 году защитил докторскую диссертацию на тему «Некоторые динамические контактные задачи теории упругости и гидроупругости». В 1977 году ему была присуждена степень доктора технических наук. Воспитанник Бориса Андреевича Пышкина.

### Деятельность
По окончании ЛИИВТ, в 1952—1955 годах работал инженером-проектировщиком и старшим инженером Управления строительно-монтажных и подводно-технических работ № 1 в Саратове.
После защиты кандидатской диссертации, с 1958 года, работал в Институте гидрологии и гидротехники Академии наук Украинской ССР: младший научный сотрудник (1958—1962), старший научный сотрудник (1964—1971). Затем институт стал называться Институтом гидромеханики Академии наук УССР, и с 1971 по 1972 год Валентин Сеймов был исполняющим обязанности директора, с 1972 по 1977 год — заместителем директора по научной работе, с 1976 по 2007 год работал заведующим отдела динамики упругих систем в жидкостной среде Института гидромеханики Академии наук УССР (в настоящее время — Институт гидромеханики НАН Украины).
Валентин Михайлович Сеймов стал основателем научной школы в области прикладной механики, решения динамических контактных задач методом ортогональных полиномов для анализа динамики и сейсмостойкости сооружений с учётом взаимодействия фундаментов с грунтовыми основаниями. Подготовил 5 кандидатов наук и 1 доктора наук. Участвовал в работе II и III Национальных съездов по механике в Болгарии, выступал с докладами на международных, всесоюзных и республиканских научных и научно-технических конференциях.
Занимался и общественной деятельностью — был членом научного Совета по проблеме «Гидромеханика» при Президиуме Академии наук УССР, членом секции «Теория контактного взаимодействия твердых тел» научного совета по трению и смазкам Академии наук СССР, референтом реферативного журнала «Механика».
Умер в Киеве 17 мая 2008 года. Был похоронен на Берковецком кладбище города.
Награждён многими медалями, в числе которых «В ознаменование 100-летия со дня рождения Владимира Ильича Ленина» (1970), «В память 1500-летия Киева» (1982), «Ветеран труда» (1984). Был удостоен Почётных грамот ВЛКСМ, ЦК КПСС, Совета Министров СССР и ВЦСПС.